# Ratkovská Suchá
Ratkovská Suchá (in ungherese: Ratkószuha) è un comune della Slovacchia facente parte del distretto di Rimavská Sobota, nella regione di Banská Bystrica.